# Maarsbergen

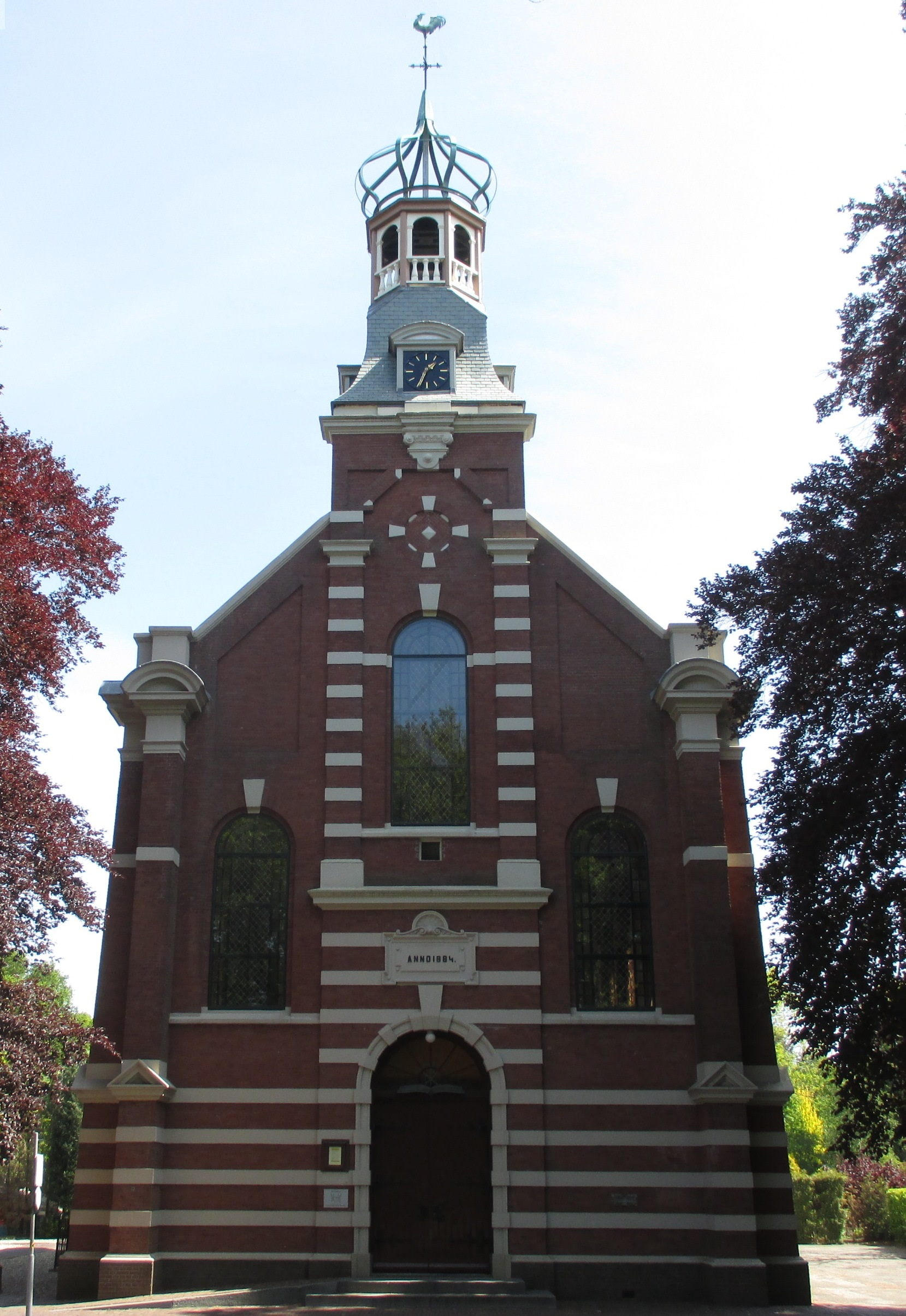
Dorpskerk Maarsbergen

Maarsbergen is een dorp in de Nederlandse provincie Utrecht, gemeente Utrechtse Heuvelrug. Het ligt aan de rijksweg A12 en de spoorlijn Utrecht-Arnhem. De naam Maarsbergen is afkomstig van Meerseberch of Meersbargen wat moerassig land bij de berg betekent. Maarsbergen ligt in het grensgebied van de Utrechtse Heuvelrug en de Gelderse Vallei. De Utrechtse Heuvelrug is tegenwoordig een nationaal park.

## Geschiedenis
Maarsbergen is vroeger voor een groot deel eigendom geweest van het riddergoed Berne bij Heusden. Ridder Fulco kreeg de goederen in Maarsbergen in bezit doordat hij trouwde met de dochter van de heer van Heusden. In 1134 schonk deze ridder zijn bezittingen aan de kerk. Kloosterlingen van de abdij van Berne verrichten van hieruit agrarisch werk in de omgeving.
Na de Reformatie werden de kloosterbezittingen in 1656 door de Staten van Holland verkocht aan de Amsterdamse zakenman Samuel de Marez. Deze liet op enige afstand van de vervallen proosdij het kasteel Maarsbergen bouwen, dat zijn familie tot in 1764 in bezit hield. In 1804 werd het kasteel gekocht door de heer du Bois. Zijn dochter verkocht het in 1882 aan de familie Godin de Beaufort, die het tot op de dag van vandaag nog in bezit heeft. Die familie laat ten zuiden van het huis op de Folcoldusheuvel een grafheuvel opwerpen.
De aanleg van de spoorlijn Utrecht - Arnhem in 1844 zorgde ervoor dat Maarsbergen uit zijn isolement kwam, zeker nadat er ook een station kwam. Door dit station, en de bouw van een school, in 1864 (de eerste in de gemeente Maarn) en de kerk ontstond er in feite een nieuw dorp op de huidige plaats. De oude 'Meersbergse buurt' bevond zich oorspronkelijk bij kasteel Maarsbergen. De Hervormde Kerk (tegenwoordig Protestantse Kerk in Nederland) van Maarsbergen werd in 1884 in gebruik genomen. Zij heeft haar bestaan te danken aan de heer A. du Bois (eigenaar van kasteel Maarsbergen) die na zijn overlijden circa 30.000 gulden naliet voor de bouw ervan.
Tot 1 januari 2006 hoorde Maarsbergen bij de gemeente Maarn. De buurtschap Valkenheide wordt tot Maarsbergen gerekend.

## Media
De lokale omroep Dorp en streek tv, is gericht op Maarn, Maarsbergen, Renswoude, Scherpenzeel, Woudenberg, Rhenen en Elst.

## Geboren in Maarsbergen
- Carel Godin de Beaufort (1934-1964), autocoureur
- Hendrik Jan van Beuningen (1920-2015), ondernemer, landeigenaar, verzamelaar
- Marco Out (1970), politicus, burgemeester van Assen

## Overleden in Maarsbergen
- Karel Antonie Godin de Beaufort, minister van financiën (1850-1921)

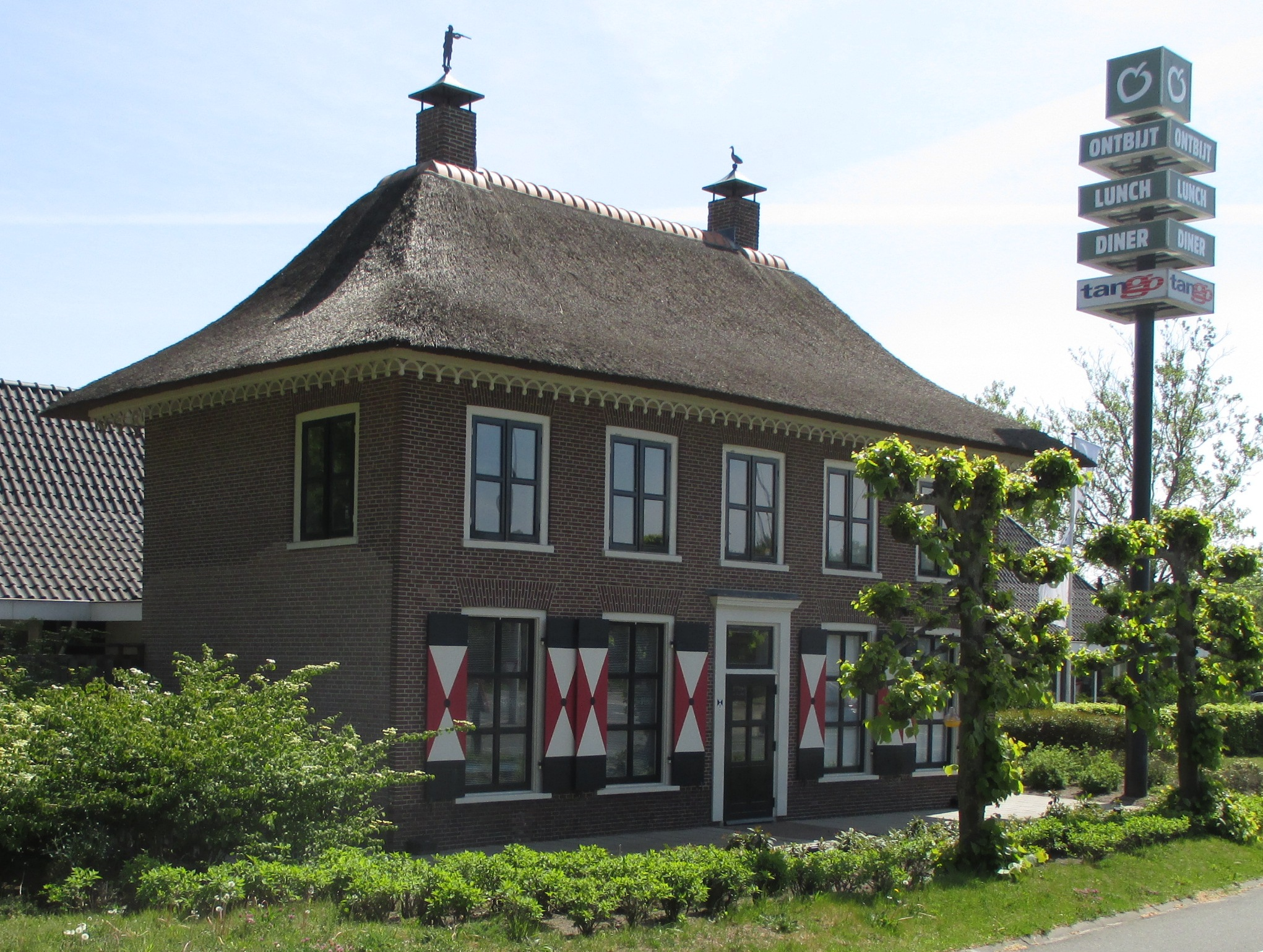
Historische herberg en paardenwisselplaats Maarsbergen. Nu onderdeel La Place

## Trivia
Sinds 2017 wordt in de tuin van kasteel Maarsbergen het tv-bakprogramma Heel Holland Bakt opgenomen. Dit programma werd voorheen in de tuin van Kasteel Broekhuizen in Leersum opgenomen, maar dat kasteel werd in 2016 een hotel, waardoor deze locatie niet meer geschikt was als opnamelocatie voor het programma. De hotelgasten zouden de deelnemers al kunnen zien voordat het programma werd uitgezonden, wat niet de bedoeling was.